# Cultura de Quito
Cultura de Quito es como se conoce a las manifestaciones artísticas, tradicionales y religiosas de la capital de la República del Ecuador. Por su condición de núcleo regional, la capital, Quito, a través de los siglos ha desarrollado una amplia variedad de manifestaciones culturales, que en algunos casos, aún perduran hasta estos días. Comparte muchas de las características de otras ciudades de la región andina ecuatoriana. Las migraciones, tanto nacionales como extranjeras, han sido una gran influencia en el devenir cultural de la urbe, así como también su rápido desarrollo demográfico.

## Música
Esta guitarra vieja que me acompaña,
tiene una pena amarga que me tortura. (bis)
Sabe por qué la estrella de la mañana,
Siempre me encuentra solo con mi amargura. (bis)
Hugo Moncayo, "Esta Guitarra Vieja"

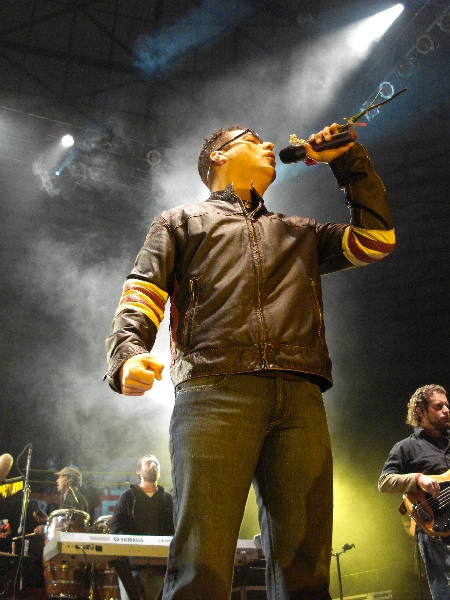
«Juan Fernando Velasco», Compositor y músico quiteño de baladas, pasillos, pop, entre otros estilos.

Se conoce muy poco sobre la música que existió en el Quito del siglo XVI, XVII o XVIII y menos aún del período prehispánico, sin embargo, se conservan registros de algunas obras creadas por sacerdotes quiteños durante el período colonial. Tal es el caso de Diego Lobato de Sosa Yarucpalla, uno de los primeros compositores mestizos de la urbe. Es a partir del siglo XIX cuando la música empieza a masificarse en la sociedad debido a la inauguración del primer teatro nacional, el cual la difundiría. Llega en esa época, la que es considerada por algunos la música ecuatoriana más importante, el pasillo.
El pasillo tuvo su apogeo desde finales del siglo XIX hasta mediados del siglo XX, luego de esto empezó a decaer su popularidad, recientemente volvió a cobrar importancia sobre todo por las nuevas adaptaciones que realizó el músico Juan Fernando Velasco a las canciones más populares de ese estilo. En la ciudad, los principales exponentes fueron el dúo Benítez-Valencia, reconocido tanto nacional como internacionalmente en su época y aún en estos tiempos. Compositores como Gerardo Arias, Humberto Dorado Pólit o Leonardo Páez pertenecieron a ese momento.
El sanjuanito, un tipo de música alegre principalmente interpretada durante festividades, también se desarrolló en aquel siglo, nació en Imbabura y tuvo acogida dentro de la ciudad de Quito, una de las canciones más reconocidas es siendo triste vivo alegre. Por su ascendencia española, el pasodoble es otro de los ritmos tradicionales dentro de la ciudad. Así como también el Yaraví, un tipo de música prehispánica que aún suele escucharse. El pasacalle es otro de los géneros que se desarrollaron y que sobre todo en festividades, suelen interpretarse mucho. Quizás la canción más importante de la ciudad, El chulla quiteño es la melodía más representativa de este género, la cual fue compuesta por Alfredo Carpio.
A partir de la década de los 60 llegaron a la ciudad varios ritmos populares latinoamericanos como el tango y el bolero, así como también música de otros lugares como el rock and roll, el jazz y el twist. Durante la dictadura de los años 70 el rock y sus intérpretes fueron perseguidos y los conciertos fueron prohibidos dentro de la ciudad hasta el retorno a la democracia del 10 de agosto de 1979. A principios de los años 90, el hip hop, el rap y el pop se populizaron. En el siglo XXI la ciudad desarrolló diferentes estilos de música como el rock, metal, reggae, fusión, jazz, así como también algunos festivales importantes como el Quitofest, Quituraymi, festival de jazz de Quito, música sacra, entre otros.
En los sectores más pobres de la ciudad, el género de la tecnocumbia goza de mucha aceptación, así como la música rocolera. El Teatro Nacional Sucre, realiza varios eventos en toda la urbe de diferentes géneros, difundiendo ritmos tradicionales, así como también popularizando melodías clásicas de ópera, zarzuela, jazz, blues, coral, entre otros.

## Arquitectura
Dentro de la morfología urbana de Quito, destaca la conservación de su centro colonial de estilo español construido según el plano en damero que era el tipo de planeamiento urbanístico usado en aquella época. Similar influencia tendría el complejo de Guápulo.Este particular estilo concentraba todos sus esfuerzos en recuperar la arquitectura de tiempos pasados, imitando estilos arquitectónicos de otras épocas e incorporándole algunas características culturales propias del tiempo moderno y el país donde estaban ubicadas las construcciones.

## Museos
Con más de 30 museos, es la ciudad ecuatoriana con mayor índice de estos.
Entre algunos de los más destacados de ellos se encuentran: Museo Iglesia de la Compañía de Jesús de Quito, Museo de la Ciudad, Museo Numismático, Museo del Agua, Museo Interactivo de Ciencias, Casa Museo María Augusta Urrutia, Museo del Pasillo, Museo del Alabado, Museo Etnográfico Abya-Yala, Museo Capilla de Cantuña, Museo de Arte Contemporáneo, Museo de Arte Colonial, Museo de Sitio Rumipamba, etc.

## Tradiciones

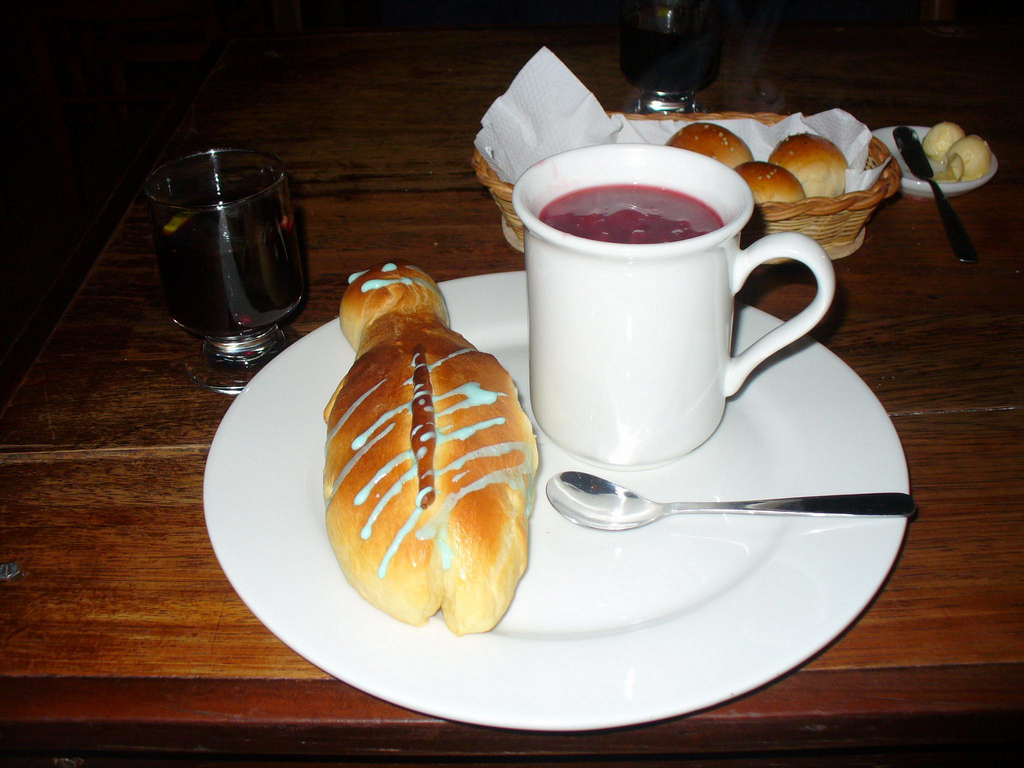
La colada morada acompañada con su guagua hecha a base de pan, uno de los platos culinarios más tradicionales

Las tradiciones de la ciudad de Quito tienen sus inicios en el período prehispánico, la más perdurable de ellas es el mito de la creación de la ciudad. Estas, son consideradas como patrimonio intangible de la urbe. Existen manifestaciones culturales variopintas que, a lo largo de los siglos, han sido modificadas, han mantenido su esencia o han desaparecido tal es el caso de algunas -anteriores incluso- a la conquista por parte de los Incas. Otras, quizás las más comunes, datan del período colonial durante la Era de la conquista española. Así mismo, se han tomado algunas manifestaciones culturales, religiosas o sociales del siglo XX, como nuevas tradiciones. Algunas de las más antiguas siguen -hasta la actualidad- siendo difundidas y celebradas, uno de los ejemplos más clásicos son los festivales de tauromaquia en la urbe, que se cree, han sido realizados desde 1584 o 1586, aunque los registros más antiguos datan de 1631.

### Religiosas

#### La Novena de Aguinaldos

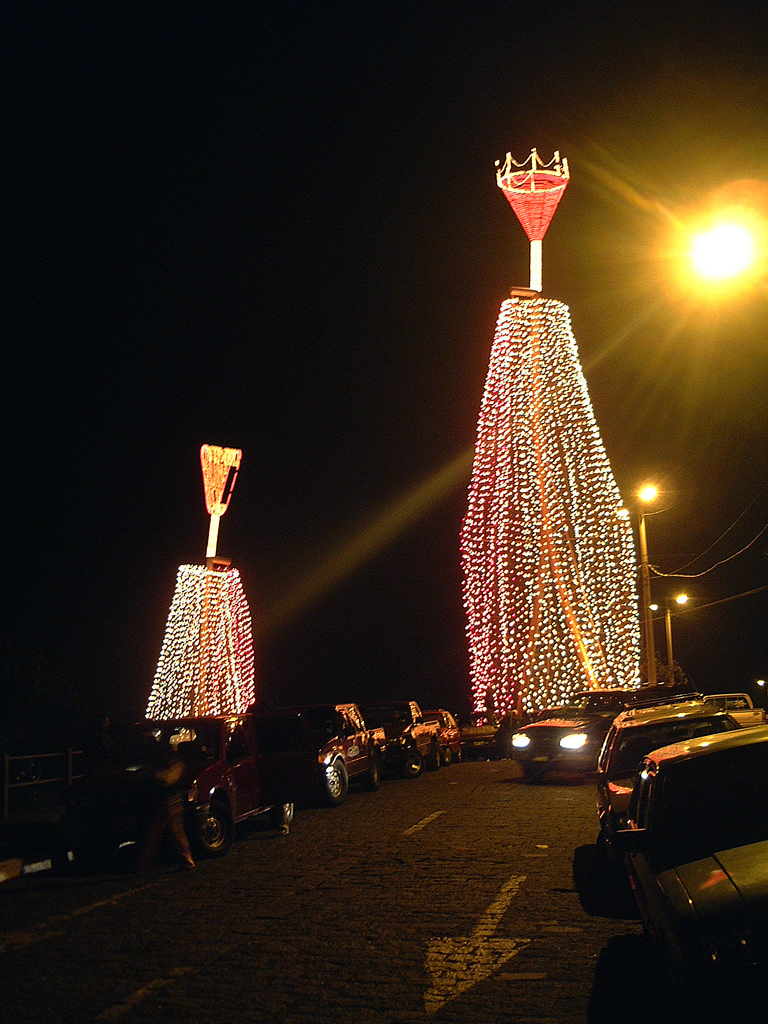
Nacimiento gigante en el panecillo. Dos reyes magos construidos con acero y adornados con luces navideñas.

También conocida en su forma simple como "la novena", es un festejo católico que celebra el nacimiento de Jesús. Si bien es cierto, una novena no se circunscribe tan solo a la Navidad, y en la ciudad existen ejemplos de otros usos de ésta, como la que se dedica a la Virgen Dolorosa, dentro de la tradición quiteña, la más importante es aquella que se festeja en Navidad, esto se debe a la importancia misma que tiene esa fecha. Es una tradición que data aproximadamente del año 1725 -que es cuando el Fray, Fernando de Jesús Larrea (creador de esta novena), se ordenó como sacerdote-. Es una de las tradiciones más celebradas, junto a la Navidad que la acompaña, debido a que dentro de la ciudad (al igual que en el país) la mayoría de su población profesa la fe católica

## Bibliotecas y librerías
Bibliotecas en el Ecuador hay bastantes, las dos más importantes son la Biblioteca Nacional de la Casa de la Cultura Ecuatoriana y, al norte, la Biblioteca Ecuatoriana Aurelio Espinosa Pólit. También existen librerías como la "Española", "Librimundi", "Mr. Books", etc.

## Literatura
La literatura quiteña alcanzaría su más importante representación en la figura de Eugenio Espejo

## Teatros
Los teatros más conocidos de Quito son: "Teatro Nacional Sucre", "Teatro Variedades", "Teatro México", "Teatro Prometeo", "Teatro Benalcazar", etc.

## Artes
Algunas de las primeras representaciones pictóricas que tiene la ciudad se encuentra en algunos diagramas dibujados sobre vasijas pertenecientes a la cultura Quitu, Caranqui, Puruháe y Yumbo. Estos dibujos, suelen representar principalmente al Sol , a los animales y a los paisajes que se encontraban dentro de los límites de los asentamientos primarios de la ciudad.
Con la llegada de los españoles, el desarrollo de las artes plásticas sería dramáticamente incrementado. Así se funda la primera escuela de artes en los talleres de San Agustín, la cual a lo largo de décadas empezaría a mostrar grandes avances, es en este momento que la más famosa escuela artística del país nacería, la Escuela Quiteña
Sus más importantes representantes serían, Legarda, Caspicara, y Miguel de Santiago. Muchas de las obras de la escuela quiteña se encuentran en diferentes museos tanto de América como de Europa por la gran calidad de sus artesanos. 
En el siglo XX, Oswaldo Guayasamín se convertiría en el más destacado representante de las artes plásticas de la ciudad, vivió siempre en ella y su obra refleja el característico mestizaje de la urbe.

## Festivales
Uno de los principales festivales anuales realizados en la ciudad es el de Verano de las artes, el cual presenta una serie de eventos durante todo el mes en el marco de las artes visuales, música, teatro, entre otras. Algunos festivales más tales como: Festival Internacional de la Música Sacra,  Festival de Cine Cero Latitud, Festival de Cine EDOC, Festival Latinoamericano de Cine de Quito (FLACQ), Festival Internacional de Música Independiente Quito Fest, Festival Internacional de Teatro Experimental - Quito Festival Internacional de Títeres, Festival del Sur, entre otros. Existen festivales cívicos tales como la parada militar del 27 de febrero, del 24 de mayo, también está la velada libertaria, rmembranza de uno de los sucesos más importantes en la historia del país de mucha utilidad.

## Medios de Comunicación
A la primera vista que demos sobre la naturaleza del hombre, hallaremos, que él es dotado del talento de observación; y que las necesidades que le cercan le obligan á todos momentos á ponerlo en ejercicio. Si el hombre se ve en la inevitable necesidad de hacer uso de este talento desde los primeros días de la infancia, es visto que de este principio depende, el que él vaya sucesivamente llenándose de ideas, comparando los objetos, distinguiendo los seres.De aquí la feliz progresión de sus conocimientos destinados á la conservación de la vida, al cultivo de la sociedad y á la observancia de la piedad
Eugenio Espejo, "Primicias de la Cultura de Quito"

La llegada de la imprenta en el año de 1775 a Ecuador, sería la antecesora directa de la creación de los primeros periódicos. El primer medio de comunicación periódico, hecho en el país, se lo realizó en la ciudad de Quito, su nombre era Primicias de la Cultura de Quito y su fundador fue Eugenio Espejo.